# Lucena (kommunhuvudort)
Lucena är en kommunhuvudort i Spanien.   Den ligger i provinsen Province of Córdoba och regionen Andalusien, i den södra delen av landet, 300 km söder om huvudstaden Madrid. Lucena ligger 493 meter över havet och antalet invånare är 42 248.
Terrängen runt Lucena är huvudsakligen kuperad, men västerut är den platt. Terrängen runt Lucena sluttar västerut. Runt Lucena är det ganska tätbefolkat, med 96 invånare per kvadratkilometer. Lucena är det största samhället i trakten. Trakten runt Lucena består till största delen av jordbruksmark.